# Nathan Banks
Nathan Banks (Roslyn (New York), 13 april 1868 - Holliston (Massachusetts), 24 januari 1953) was een Amerikaans entomoloog. Hij beschreef een groot aantal tot dan toe onbekende spinnen- en insectensoorten, hoofdzakelijk uit Noord-Amerika, de Bahama's en de Caraïben.
Banks studeerde in 1890 af aan de Cornell-universiteit en was daarna 26 jaar werkzaam in het Bureau of Entomology van het Amerikaanse ministerie van landbouw (United States Department of Agriculture), waar hij de taxonomie van insecten en spinachtigen bestudeerde. Hij bouwde een aanzienlijke privécollectie van insecten uit. In 1916 verkreeg hij een aanstelling als Curator of Insects bij het Museum of Comparative Zoology van de Harvard-universiteit, waar hij zijn collectie kon onderbrengen. In 1928 werd hij aangesteld als Associate Professor of Zoology aan de universiteit. In 1945 ging hij met pensioen, maar hij bleef daarna nog enkele jaren actief.
Banks schreef meer dan 400 artikelen over allerlei aspecten van de entomologie. In de periode van 1890-1900 beschreef hij vooral Arachnida (spinachtigen). Nadien bestudeerde hij ook de insectenordes Trichoptera, Neuroptera, Mecoptera en Psocoptera.